# 地蔵寺 (河内長野市清水)
地蔵寺（じぞうじ）は、大阪府河内長野市清水にある真言宗御室派の寺院。別名・清水地蔵寺。
創建は不詳であるが、元禄4年（1691年）蓮体和尚により再興される。

## 文化財
大阪府指定名勝
- 地蔵寺

## 札所
河泉二十四地蔵霊場
1 地蔵寺　--　2 大師寺